# Otto Modersohn
Friedrich Wilhelm Otto Modersohn (Soest, 1865 – Rotenburg, 1943) è stato un pittore tedesco.

## Biografia
Con Fritz Mackensen fondò una scuola artistica a Worpswede, ma nel 1909 si trasferì a Fischerhude, dove continuò la sua attività di ritrattista. Fu il marito della pittrice Paula Modersohn-Becker.
La nipote, Cato Bontjes van Beek, che visse con lui alcuni anni durante l'infanzia, venne giustiziata a Berlino nel 1943 perché componente della resistenza tedesca.